# Ломинський Федір Іванович
Ломинський Федір Іванович (нар. 20 січня (1 лютого) 1856, Київ — пом. 30 листопада 1927, Київ) — російський і український гістолог, професор (з 1905). Один із засновників гістофізіологічного напрямку у гістології в Україні.

## Життєпис
Народився в Києві (за іншими джерелами — в Москві). Закінчив 1882 року медичний факультет Київського університету. З 1891 року працював на кафедрі гістології того ж університету (з 1921 — Київського медичного інституту): прозектором (з 1892), приват-доцентом (з 1896).
1890 року захистив дисертацію на здобуття вченого ступеня доктора медицини на тему «О паразитизме некоторых болезнетворных микробов на растениях (экспериментальное исследование)».
У 1906–1924 роках — завідувач кафедрою гістології й ембріології.
Праці Ломинського присвячені вивченню паразитизму мікробів, питанням цитології (зокрема, дослідженню внутрішньоклітинних канальців тощо). Ломинський вперше (1882) помітив здатність нервових клітин до поділу, описав (1884) явище нейронофагії (поглинання ушкоджених нейронів лейкоцитами).

## Основні праці
- К вопросу о внутриклеточных и о некоторых особенностях строения секреторных клеток поджелудочной железы // УИ. 1904. № 7;
- К вопросу об анатомической непрерывности поперечно-полосатых мышечных волокон и их сухожилий // УИ. 1912. № 12.